# Habrocestoides micans
Habrocestoides micans är en spindelart som beskrevs av Dmitri Viktorovich Logunov 1999. Habrocestoides micans ingår i släktet Habrocestoides och familjen hoppspindlar. Inga underarter finns listade i Catalogue of Life.